# Enkomiologikus
Der Enkomiologikus (auch Enkomiologos; lateinisch encomiologicus) ist in der antiken griechischen Verslehre ein nach seiner Verwendung im Enkomion benanntes Versmaß, das aus einem Hemiepes und einer katalektischen jambischen Tripodie besteht. Das metrische Schema ist:
—◡◡—◡◡— | ◡—◡—◡.
Belege finden sich zuerst bei Alkman und Alkaios.
Ein ähnlicher Vers in der lateinischen Dichtung ist der Elegiambus, der einem um einen Jambus verlängerten Enkomiologikus entspricht.